# 1882 dans les chemins de fer
Chronologie des chemins de fer
1881 dans les chemins de fer - 1882 - 1883 dans les chemins de fer

## Évènements
- 11 et 12 février : livraison des deux premières lignes de chemin de fer de la Réunion.

- 1er juin, Suisse : mise en service du tunnel du Saint-Gothard (16,3 km).

- 20 juin. France : ouverture à l'exploitation de la première section, de Dijon à Seurre, de la ligne de Dijon à Saint-Amour par la Compagnie des chemins de fer de Paris à Lyon et à la Méditerranée (PLM)[1].

- 23 juillet, France : inauguration[2] de la ligne de chemin de fer Auray - Quiberon et ouverture des gares de Saint-Pierre, Kerhostin et Penthièvre.

- 18 septembre :
  - France : la ligne La Trinité-de-Réville - Lisieux est prolongée de 13 km au titre de l'intérêt général jusqu'à La Trinité-de-Réville[3].
  - France : ouverture des sections Dives-Cabourg - Beuzeval-Houlgate (2,8 km) et Trouville - Villers-sur-Mer (10,8 km) de la ligne Mézidon - Trouville-Deauville[4].

- 10 octobre, France : première circulation d'une voiture-restaurant, n° 107, de la CIWL (Compagnie internationale des wagons-lits), attachée au train Paris-Vienne.
- 30 octobre : inauguration de la "ligne de la Vaunage" entre Nîmes et Sommières (gard) et "Sommières - Les Mazes" (proche de Montpellier (Hérault)) .

## Anniversaires

### Naissances
- x

### Décès
- 21 août : Franz Kruckenberg, ingénieur ferroviaire allemand, pionnier de la grande vitesse sur rail (° 19 juin 1965).